# Kolossale Jugend
Kolossale Jugend est un groupe allemand de rock indépendant, originaire de Hambourg, actif entre 1988 et 1991. Il est un précurseur de la Hamburger Schule.

## Histoire
Kolossale Jugend est formé en 1988 à Hambourg. Vers la fin des années 1980, le groupe Kolossale Jugend est, avec Cpt. Kirk &. et Ostzonensuppenwürfelmachenkrebs, l'un des premiers groupes faisant autorité à être classé par les critiques musicaux dans ce qui est appelé Hamburger Schule. Leur premier LP Heile Heile Boches sort en 1989 et leur deuxième, Leopard II, en 1990. Les deux albums sont publiés par le label L'Âge d'or.
Kolossale Jugend est nommé d'après Colossal Youth, le seul album du groupe britannique de post-punk influent Young Marble Giants.
Dans le roman policier Freitags isst man Fisch du tandem d'auteurs Ilja Bohnet et Ann-Monika Pleitgen, la Kolossale Jugend fait une apparition (fictive) dans le bar branché Lehmitz sur la Reeperbahn de Hambourg, ce qui conduit involontairement à une aggravation dramatique de l'intrigue.

## Discographie
- 1988 : Kein Schulterklopfen (single, L'Âge d'or)
- 1989 : Heile Heile Boches (L'Âge d'or, album réédité en 2004)
- 1990 : Leopard II (L'Âge d'or, album réédité en 2004)